# Jetsada Puanakunmee
Jetsada Puanakunmee (thailändisch เจษฎา พั่วนะคุณมี, * 15. Februar 1982 in Maha Sarakham) ist ein ehemaliger thailändischer Fußballspieler.

## Karriere

### Verein
Das Fußballspielen erlernte Jetsada Puanakunmee in der Jugendmannschaft von Osotspa. Hier unterschrieb er 2001 auch seinen ersten Vertrag. Der Verein spielte in der ersten Liga. 2002 und 2006 wurde er mit dem Verein thailändischer Vizemeister. 2002, 2003 und 2004 gewann er mit dem Verein den Queen’s Cup. Bis 2016 spielte er 206 Mal für den Verein. 2017 wechselte er zum Drittligisten Deffo FC. Hier beendete er Ende 2017 seine Karriere als Fußballspieler.

### Nationalmannschaft
2004 spielte Jetsada Puanakunmee zweimal in der thailändischen Nationalmannschaft.

## Erfolge
- Thailändischer Vizemeister: 2002, 2006
- Queen’s Cup-Sieger: 2002, 2003, 2004
- Kor Royal Cup-Sieger: 2006